# Kejuden
Kejuden is een bestuurslaag in het regentschap Cirebon van de provincie West-Java, Indonesië. Kejuden telt 4280 inwoners (volkstelling 2010).